# Alexis de Chateauneuf

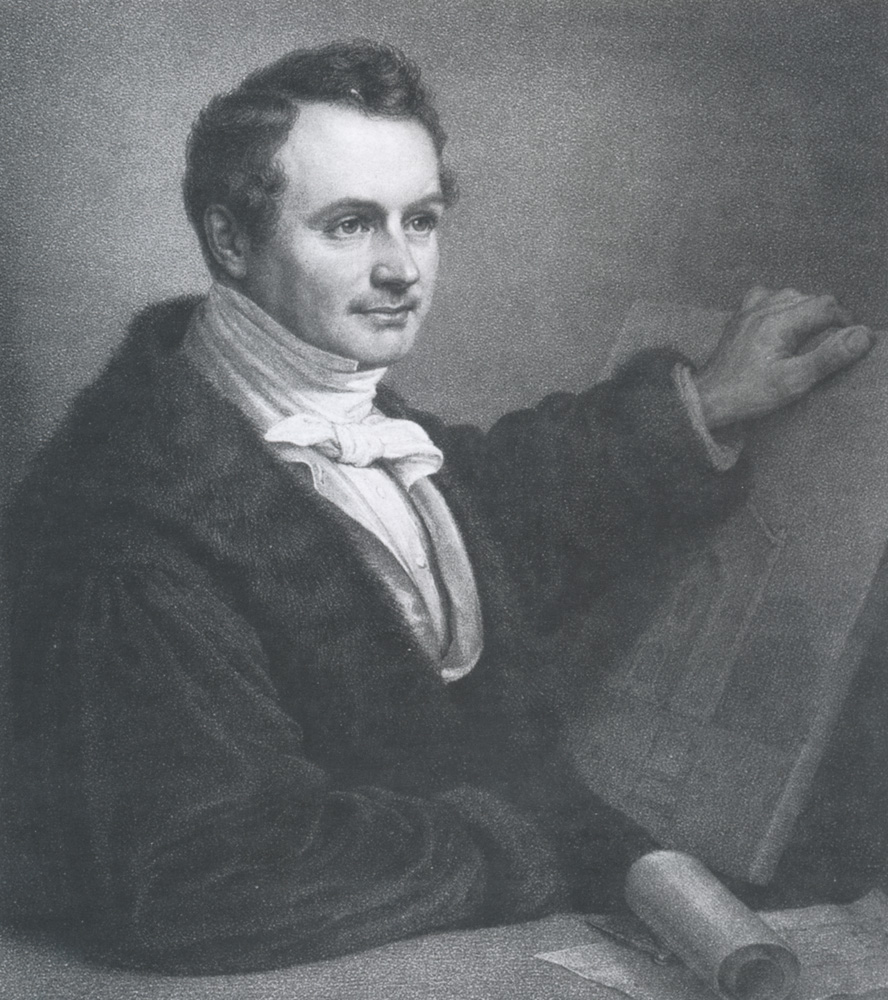
Alexis de Chatauneuf

Alexis de Chateauneuf, född den 18 februari 1799 i Hamburg, död där 1853, var en tysk arkitekt. 
Han var en av sin tids ledande arkitekter och spelade en särskilt framträdande roll under återuppbyggnaden av Hamburg efter stadsbranden 1842. Chateauneuf var även verksam i London och Kristiania.